# Landebaëron
Landebaëron település Franciaországban, Côtes-d’Armor megyében. Lakosainak száma 169 fő (2022. január 1.). Landebaëron Brélidy, Kermoroc’h, Plouëc-du-Trieux, Saint-Laurent és Squiffiec községekkel határos.

## Népesség
A település népességének változása:
| Lakosok száma | 299  | 211  | 183  | 203  | 188  | 187  | 189  | 180  | 175  | 169  |
|               | 1968 | 1982 | 1990 | 2006 | 2013 | 2015 | 2017 | 2019 | 2020 | 2022 |